# Carles Aleñá
Carles Aleñá Castillo (sinh ngày 5 tháng 1 năm 1998) là cầu thủ bóng đá chuyên nghiệp người Tây Ban Nha, hiện đang chơi ở vị trí tiền vệ trung tâm cho Deportivo Alaves

## Tiểu sử
Alena sinh ra ở Mataro, một thành phố thuộc Maresme - một trong những lãnh thổ lớn nhất xứ tự trị Catalan.
Khi Alena chơi ở lứa Alevin A, anh là một trong những cầu thủ trẻ nổi tiếng nhất của Tây Ban Nha. Ở Torneo de Estepona 2010, anh cùng Alevin A vượt qua Real Madrid trong trận chung kết. Cả giải Alena ghi 6 bàn và được bầu là cầu thủ xuất sắc nhất.
Lên Infantil B, Alena tiếp tục thể hiện tài năng của mình ở Torneo de Estepona, các cầu thủ trẻ của chúng ta lại đánh bại Madrid trong trận chung kết. Cũng trong mùa giải đó, Alena ghi 8 bàn, giúp Infantil B giành chức vô địch U14 toàn Tây Ban Nha. Đội cũng đánh bại Sao Đỏ Belgrade để giành chức vô địch Lennart Johansson Cup ở Thụy Điển.

## Đời tư
Cha của Aleñá là Francesc, cũng là cầu thủ bóng đá. Francesc chơi ở vị trí tiền đạo cho một số câu lạc bộ vào thập niên 1980 và thập niên 1990.